# Alfred Cornu
Marie Alfred Cornu, född 6 mars 1841 i Orléans, död 12 april 1902 i Paris, var en fransk fysiker. Han var bror till Maxime Cornu.
Cornu utexaminerades från École des mines som ingenjör 1866 och anställdes som professor i fysik vid École polytechnique 1867. Han var Hippolyte Fizeaus elev, efterföljare och levnadstecknare. Cornu utförde många vetenskapliga mätningar, vilka kännetecknades av stor noggrannhet. Genom att använda Henry Cavendishs metod för att mäta gravitationskonstanten kunde han bestämma jordens densitet (han fann värdet 5,56 g/cm3; det moderna värdet är 5,513). Cornu utförde även mätningar av hur stavars tvärsnittsyta minskar vid sträckning. Hans främsta arbeten hör till optikens område. Med en av Fizeau uppfunnen, av Cornu förbättrad metod mättes ljusets hastighet vid dess gång mellan École polytechnique och fästningen Mont-Valérien (utanför Paris), med värdet 298 500 kilometer per sekund. Cornu och Fizeau upprepade 1874 experimentet mellan Parisobservatoriet och Montlhérytornet (ett avstånd på 23 km). De utförde 504 mätningar som gav ett medelvärde på 300 400 km/s.
Cornu uppmätte våglängderna för åtskilliga (särskilt ultravioletta) linjer i solens spektrum och gav en metod (baserad på dopplereffekten) att skilja mellan linjer härrörande från absorption i solens och i jordens atmosfär. Vidare kontrollerade han Johann Jakob Balmers formel för våglängderna av vätgasens linjer och fann utmärkt överensstämmelse.
Cornu fick Rumfordmedaljen av Royal Society i London 1878 samt blev medlem av Franska vetenskapsakademin 1883 och av den svenska 1892. Han var även, sedan 1878, ledamot av vetenskapssocieteten i Uppsala.